# Wendy Toye
Pour les articles homonymes, voir Toye.
Wendy Toye, de son vrai nom Beryl May Jessie Toye, née le 1er mai 1917 et décédée le 27 février 2010  à Londres (Royaume-Uni), est une danseuse, metteur en scène, réalisatrice et actrice britannique,,

## Biographie
Wendy Toye commence tout d'abord à travailler à la fois en tant que danseuse et chorégraphe sur scène et dans des films, en collaborant avec Jean Cocteau et Carol Reed. Elle dirige la production originale de Bless the bride (en) en 1947.
En 1953 au Festival de Cannes, elle remporte le prix du meilleur court-métrage de fiction avec The Stranger Left No Card (en). On the Twelfth Day…, un autre de ses films, reçoit une nomination aux Oscar dans la catégorie du meilleur court-métrage. Elle dirige des films du début des années 1950 au début des années 1980.
Elle est à la tête du jury du treizième Festival international du film de Berlin en 1963. Elle est aussi conseiller auprès de l'Arts Council England.
Wendy Toye se marie en 1940 avec Edward Selwyn Sharp, et ils divorcent en 1950. En 1977, elle reçoit la médaille du jubilé de la reine Élisabeth II. Elle est faite commandeur de l'ordre de l'Empire britannique (CBE) en 1992 pour services rendus aux arts.
Elle meurt le 27 février 2010 à l'hôpital Hillingdon, à Londres.

## Filmographie
- The Stranger Left No Card (1952)
- The Teckman Mystery (1954)
- On the Twelfth Day... (1955)
- Raising a Riot (1955)
- All for Mary (1955)
- Three Cases of Murder (1955)
- True as a Turtle (1957)
- We Joined the Navy (1962)
- The King's Breakfast (1963)